# William Claflin
William Claflin (6 mars 1818 - 5 janvier 1905) est un industriel, un philanthrope et un homme politique, fondateur du Parti du sol libre du Massachusetts  puis membre du parti républicain, gouverneur du Commonwealth du Massachusetts de 1869 à 1872 et membre du Congrès des États-Unis de 1877 à 1881. Il est aussi président du parti républicain de 1868 à 1872.

## Biographie
Diplômé de l'université Brown, Claflin travaille d'abord dans la manufacture en chaussure de son père avant d'ouvrir sa propre entreprise de chaussure à Saint-Louis (Missouri). Il devient ensuite détenteur de parts sociales dans l'entreprise familiale. 
Claflin est le fondateur du Parti du sol libre du Massachusetts et sous ces couleurs, est élu à la chambre des représentants du Massachusetts de 1849 à 1853. Il est élu au Sénat du Massachusetts en 1859 sous les couleurs du parti républicain et en devient le président en 1861. 
Après avoir été lieutenant-gouverneur du Massachusetts au côté du gouverneur Alexander Hamilton Bullock, Claflin est à son tour élu gouverneur en 1868 et exerce pendant trois mandats. À ce poste, il accorde le droit de vote aux femmes du Massachusetts, étend leurs protections juridiques, réforme les prisons et crée le premier bureau de santé publique. Il crée également la commission des affaires indiennes du Massachusetts avec Wendell Phillips et Helen Hunt Jackson. En 1869, il accorde sa licence à l'université de Boston, une institution méthodiste que son père a cofondé. Après son 3e mandat, il refuse de se représenter et revient à ses activités industrielles et sociales, effectuant d'importants dons pour développer l'université Claflin, une université pour les afro-américains méthodistes de Caroline du Sud fondée en 1869. Après avoir été élu au Congrès des États-Unis pendant deux mandats, il meurt en 1905 à  Newton (Massachusetts).